# Madis Vihmann
Madis Vihmann (sinh 5 tháng 10 năm 1995) là một cầu thủ bóng đá Estonia thi đấu ở vị trí trung vệ cho câu lạc bộ Meistriliiga Flora và đội tuyển quốc gia Estonia.

## Sự nghiệp câu lạc bộ

### Elva
Vihmann bắt đầu chơi bóng cho Elva. Anh ra mắt đội một vào ngày 23 tháng 4 năm 2011 ở III liiga.

#### Levadia (mượn)
Năm 2013, Vihmann chuyển đến câu lạc bộ Meistriliiga Levadia theo dạng cho mượn. Anh ra mắt ở Meistriliiga ngày 18 tháng 8 năm 2014, trong trận thắng 7–0 trên sân khách trước Tallinna Kalev.

### Flora
Ngày 19 tháng 12 năm 2014, Vihmann ký hợp đồng với Flora. Anh giành chức vô địch Meistriliiga đầu tiên vào mùa giải 2015, và thứ hai vào mùa giải 2017.

## Sự nghiệp quốc tế
Vihmann bắt đầu sự nghiệp trẻ năm 2014 với U-21 Estonia. Anh ra mắt quốc tế cho Estonia ngày 12 tháng 6 năm 2017, trong chiến thắng 2–1 trên sân khách trước Latvia trong trận giao hữu.

## Danh hiệu

### Câu lạc bộ
Flora
- Meistriliiga: 2015, 2017
- Cúp bóng đá Estonia: 2015–16
- Siêu cúp bóng đá Estonia: 2016